# Godela
Godela ist ein weiblicher Vorname germanischer Herkunft.

## Bekannte Namensträgerinnen
- Godela von Westarp, geb. von Oven (1863–1949), Gräfin, Tochter des Landrats Karl von Oven und Ehefrau des Schriftstellers Adolf von Westarp
- Godela Orff-Büchtemann (1921–2013), Bühnenschauspielerin und Tochter des Carl Orff
- Godela Habel (1929–2022), bildende Künstlerin, Malerin und Zeichnerin
- Godela Scherer (~ 1950), Mathematikerin und Hochschullehrerin
- Godela Weiss-Sussex (* 1962), Germanistin, Hochschullehrerin und Sachbuchautorin